# Détroit de Sumba
Le détroit de Sumba est un détroit d'Indonésie situé en mer de Savu et séparant l'île de Sumba des îles   Sumbawa, Komodo, Rinca, Kode, Gili Motang et Flores. Il communique à l'ouest avec l'océan Indien.